# 플래시카드

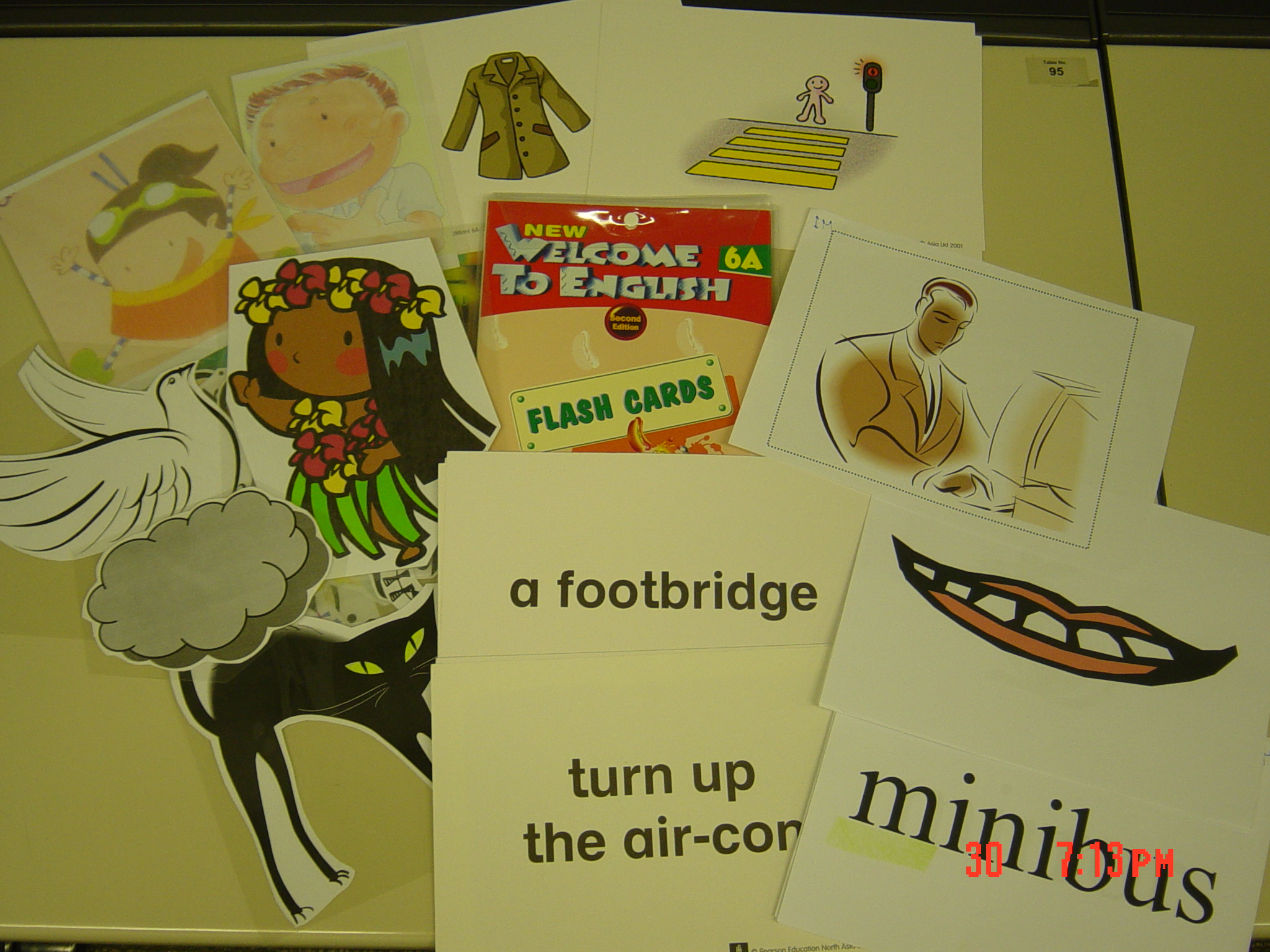

플래시카드(flash card)는 미국 필라델피아에 인간능력계발연구소를 창설한 글렌 도만(Glenn Doman)박사에 의해 고안된 우뇌 자극 학습법이다. 일정한 규격의 카드를 이용해 재빨리 카드를 넘기는 방식으로 1초 안에 빠르게 카드를 보여줌으로써 좌뇌가 반응하기 전에 무의식의 영역인 우뇌를 반응하게 하는데에 초점이 맞춰져 있다.
플래시 메소드 기법에는 특히 이미지가 문자화된 패턴 플래시카드, 이미지 트레이닝 카드등의 활용 방법을 주로 사용하며 원색, 보색 위주의 선명한 색 대비가 강조될수록 아이의 우뇌 활성도가 높은 경향을 보이고, 유럽이나 미국, 일본 등 교육열이 높은 국가에서 영유아를 대상으로 활발히 사용하고 있다.
글렌 도만 박사는 플래시 메소드를 학습에 효과적으로 적용하기 위해서 다음과 같은 기본 사항을 제시하고 있다.
- 플래시 메소드는 나이가 어릴수록 효과적이다.
- 학습이 아닌 놀이의 연장선상에서 이루어졌을 때 그 효과가 극대화 된다.
- 아이가 그만하고 싶어하기 전에 끝내는 것은 지속적인 교육을 위한 중요한 원칙이다
- 일관성과 꾸준함이 뒷받침되는 학습을 실천해야 한다.